# Moszkowicze
Moszkowicze (biał. Машковічы; ros. Мошковичи) – wieś na Białorusi, w obwodzie brzeskim, w rejonie bereskim, w sielsowiecie Zdzitów, przy drodze republikańskiej .
W XIX w. wieś i folwark. W dwudziestoleciu międzywojennym leżały w Polsce, w województwie poleskim, w powiecie prużańskim.